# Arcontius
Arcontius was een Frans bisschop.
Arcontius was bisschop van het Franse Viviers. Hij moet geleefd hebben in de achtste of negende eeuw, gegevens hierover zijn wisselend. Hij werd vermoedelijk rond 900 gedood door een volksmeute. Hij zou de rechten van de kerk in een publicatie hebben verdedigd waarover consternatie ontstond. Als zijn feestdag wordt ofwel 5 februari ofwel 5 september genomen. Hij was een lid van de Orde der Benedictijnen.